# Ulutürk
Ulutürk (früher Darlı und Türkdarlı) ist ein ehemaliges Dorf im Landkreis Bismil der türkischen Provinz Diyarbakır. Ulutürk liegt etwa 36 km südöstlich der Provinzhauptstadt Diyarbakır und 1 km westlich von Bismil. Ulutürk hatte laut der letzten Volkszählung 4664 Einwohner (2014). Seit einer Gebietsreform 2014 ist der Ort ein Ortsteil der Kreisstadt Bismil.
Die Bevölkerung besteht hauptsächlich aus alevitischen Türken, daneben finden sich noch einige aus den umliegenden Dörfern zugezogene Kurden. Ulutürk ist neben Aralık, Bakacak, Eliaçık, Karamusa, Köseli, Recep und Türkmenhacı eines der wenigen von Türken besiedelten Dörfer in der Provinz Diyarbakır. Der Name des Dorfes bedeutet großer oder erhabener Türke.
Ulutürk wuchs in den letzten Jahren mit der Stadt Bismil zusammen und die Einwohnerzahl verdoppelte sich seit 2000. Im Jahre 2000 betrug die Einwohnerzahl des Dorfes 2460.